# اس‌ام یوسی-۹۱
اس‌ام یوسی-۹۱ (به انگلیسی: SM UC-91) یک زیردریایی بود که طول آن ۱۸۵ فوت ۵ اینچ (۵۶٫۵۲ متر) بود. این زیردریایی در سال ۱۹۱۸ ساخته شد.